# Hienadź Fiadynicz
Hienadź Fiadorawicz Fiadynicz (biał. Генадзь Фядоравіч Фядыніч, ros. Геннадий Фёдорович Федынич, Giennadij Fiodorowicz Fiedynicz; ur. 31 lipca 1957 w Rakitnicy) – białoruski działacz związkowy i polityk, w latach 1990–1994 deputowany do Mińskiej Miejskiej Rady Deputowanych, od 1993 roku zastępca przewodniczącego Białoruskiej Partii Pracy.

## Życiorys
Urodził się 31 lipca 1957 roku we wsi Rokitnica, w rejonie żabineckim obwodu brzeskiego Białoruskiej SRR, ZSRR. W 1980 roku ukończył Białoruski Państwowy Instytut Politechniczny, uzyskując wykształcenie inżyniera mechanika. W latach 1980–1988 pracował jako inżynier, starszy inżynier Biurze Konstruktorskim Precyzyjnego Elektronicznego Budownictwa Maszynowego. W latach 1988–1990 był zastępcą sekretarza komitetu Komunistycznej Partii Białorusi, przewodniczącym komitetu związkowego w Zjednoczeniu Naukowo-Produkcyjnym „Płanar”. Od 1990 roku pełnił funkcję przewodniczącego Rady Związków Zawodowych Pracowników Przemysłu Radioelektronicznego. Był współprzewodniczącym Związku Niezależnych Związków Zawodowych Przemysłu. W latach 1990–1994 był deputowanym do Mińskiej Miejskiej Rady Deputowanych. Wchodził w skład Białoruskiej Partii Pracy, od 1993 roku pełnił funkcję zastępcy jej przewodniczącego. Był członkiem Rozjemczej Rady Narodowej Republiki Białorusi.

## Życie prywatne
Hienadź Fiadynicz jest żonaty, ma dwóch synów. Jest prawosławny.